# Bittangala, Virajpet
Bittangala là một làng thuộc tehsil Virajpet, huyện Kodagu, bang Karnataka, Ấn Độ.